# Saliou Odoubou
 (juin 2021).
Saliou Odoubou est un haut fonctionnaire béninois . Il est depuis le 2 juin 2021 le nouveau préfet du département des Collines en remplacement de Donatien Djaïkpon Nonhouégnon décédé le vendredi 24 mars 2017 à Dassa-Zoumè .

## Carrière
Saliou Odoubou est nommé au poste de préfet du département des collines lors du conseil des ministres du mercredi du 2 juin 2021 par le président béninois Patrice Talon,,,,,,,,..